# ألن موراتوفيتش
ألن موراتوفيتش مواليد 23 أكتوبر 1979 في نيكشيتش، الجبل الأسود، هو لاعب كرة يد مونتينيغري. يلعب حاليا مع نادي كانغاس لكرة اليد بعد أن انتقل إليه من نادي فلنسبورغ هاندفيت لكرة اليد. مثل منتخب الجبل الأسود لكرة اليد.